# Cahita nigripes
Cahita nigripes är en kackerlacksart som beskrevs av Morgan Hebard 1933. Cahita nigripes ingår i släktet Cahita och familjen småkackerlackor.
Artens utbredningsområde är Panama. Inga underarter finns listade.